# Penella
Penella es una pedanía de la localidad de Cocentaina que cuenta con una población de 45 hab., que cuenta con un castillo de época medieval. El Castillo de Penella.
En toda la partida de Penella vive un total de 2002 habitantes. 
- Datos: Q2918435